# St-Pancrace (Aups)

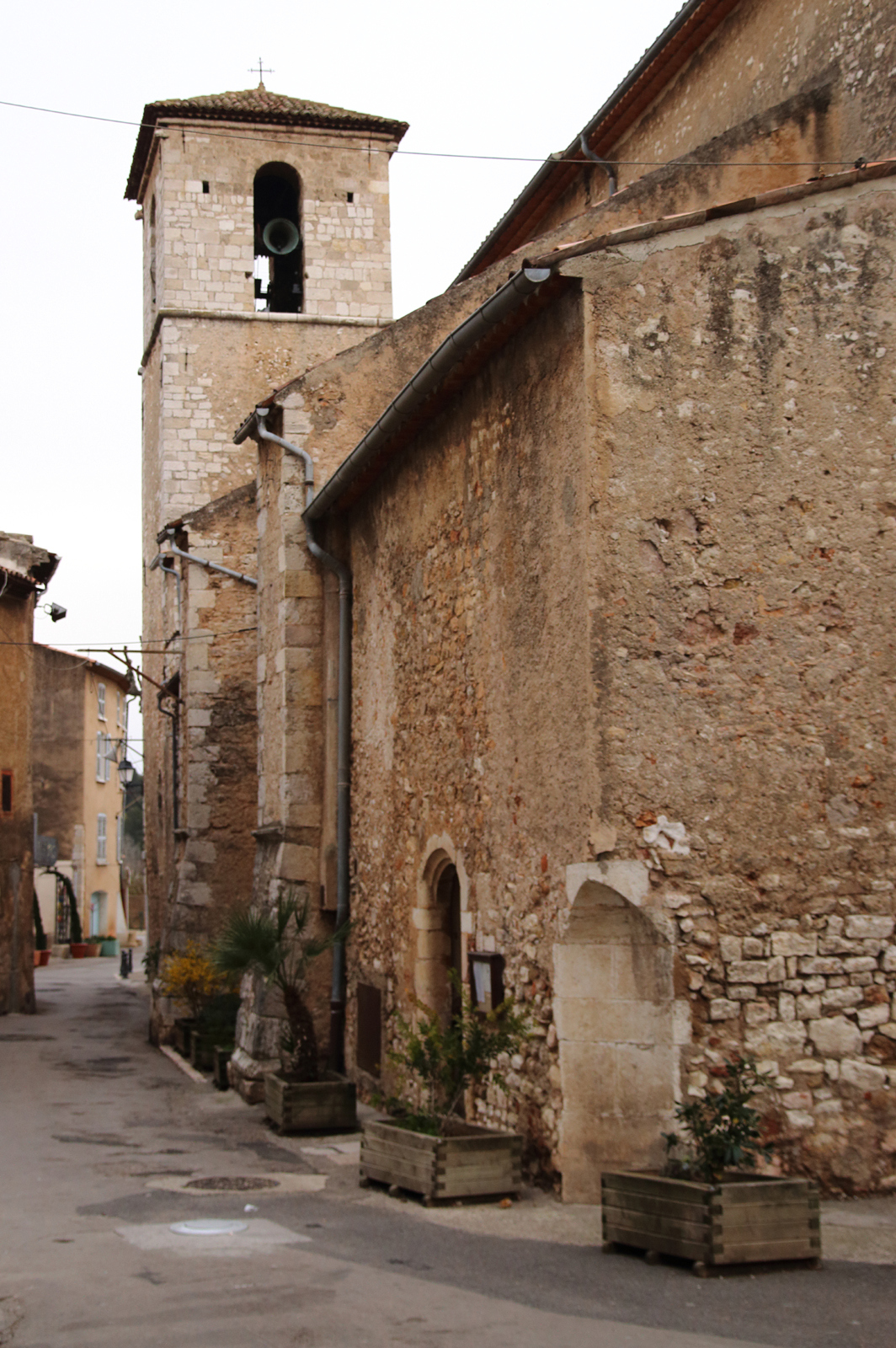
St-Pancrace (Aups)

Die Stiftskirche Saint Pancrace ist die römisch-katholische Pfarrkirche von Aups im Département Var in Frankreich. Die Kirche gehört zum Bistum Fréjus-Toulon. Das Gebäude steht seit 1971 als Monument historique unter Denkmalschutz.

## Lage und Patrozinium

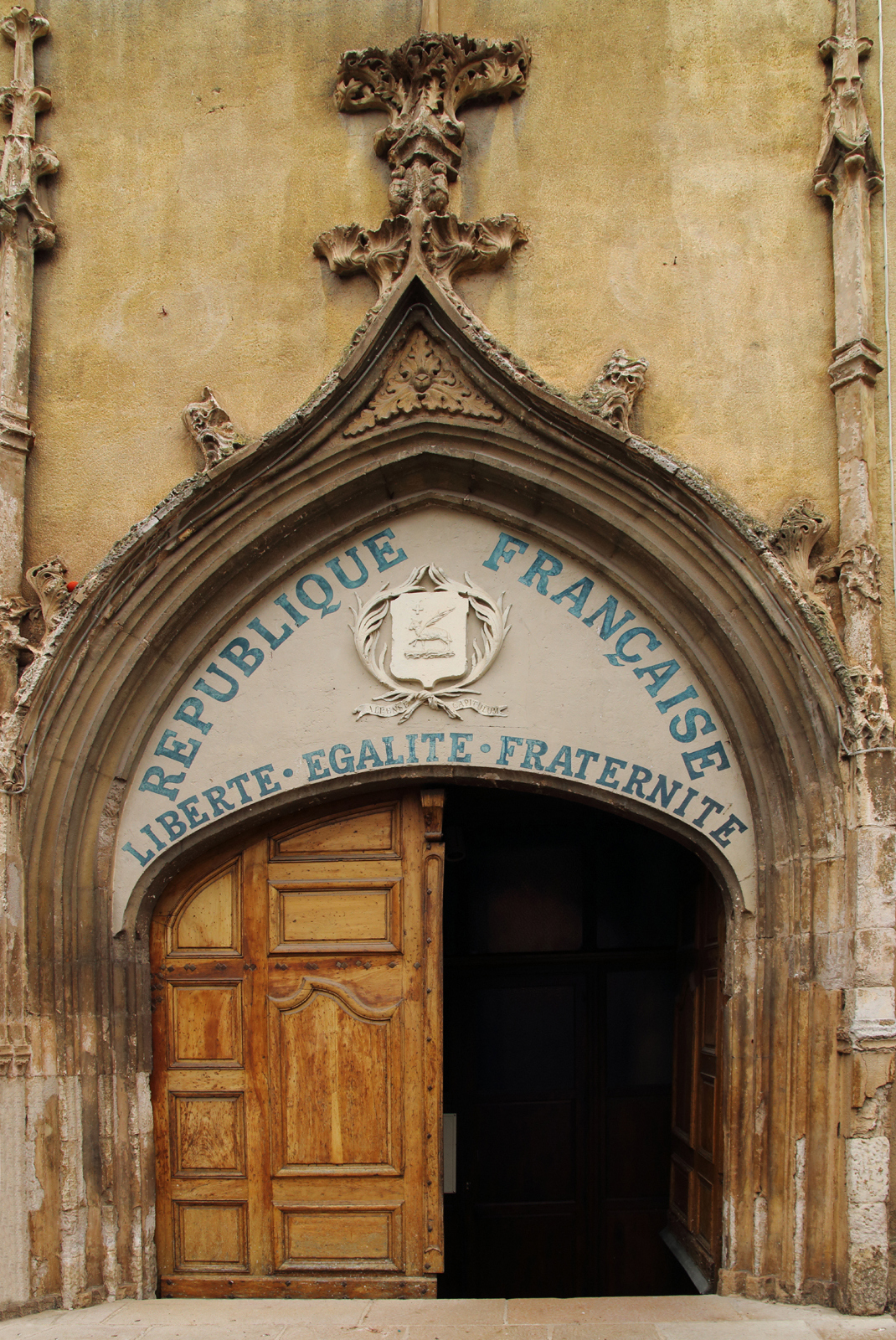
St-Pancrace (Aups)

Die Kirche liegt am südlichen Rand des Ortskerns am Schnittpunkt der Straßen Rue Gabriel Péri und Rue Jean-Pierre Aloisi. Sie ist zu Ehren des heiligen Pankratius geweiht.

## Geschichte

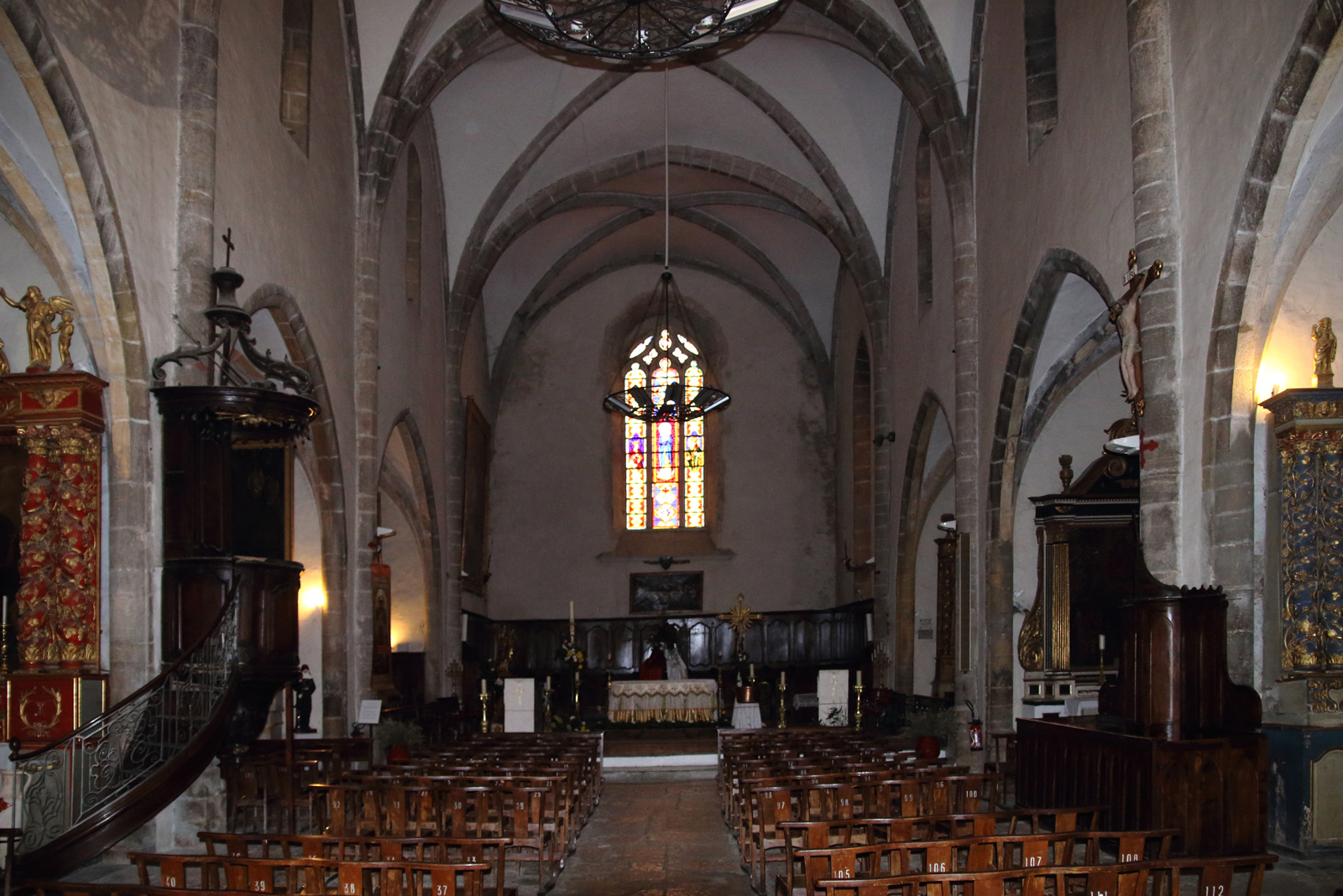
St-Pancrace (Aups)

Die Kirche wurde von 1489 bis 1503 im gotischen Stil erbaut und 1499 zur Stiftskirche erhoben, da das von der Abtei Lérins abhängige benachbarte Kloster Valmoissine  an die Kirche wechselte. Seit 1905 (und dem Gesetz zur Trennung von Kirche und Staat) trägt das Kirchenportal im Tympanon die Inschrift "République Française. Liberté Égalité Fraternité", was in Frankreich einmalig ist.

## Ausstattung

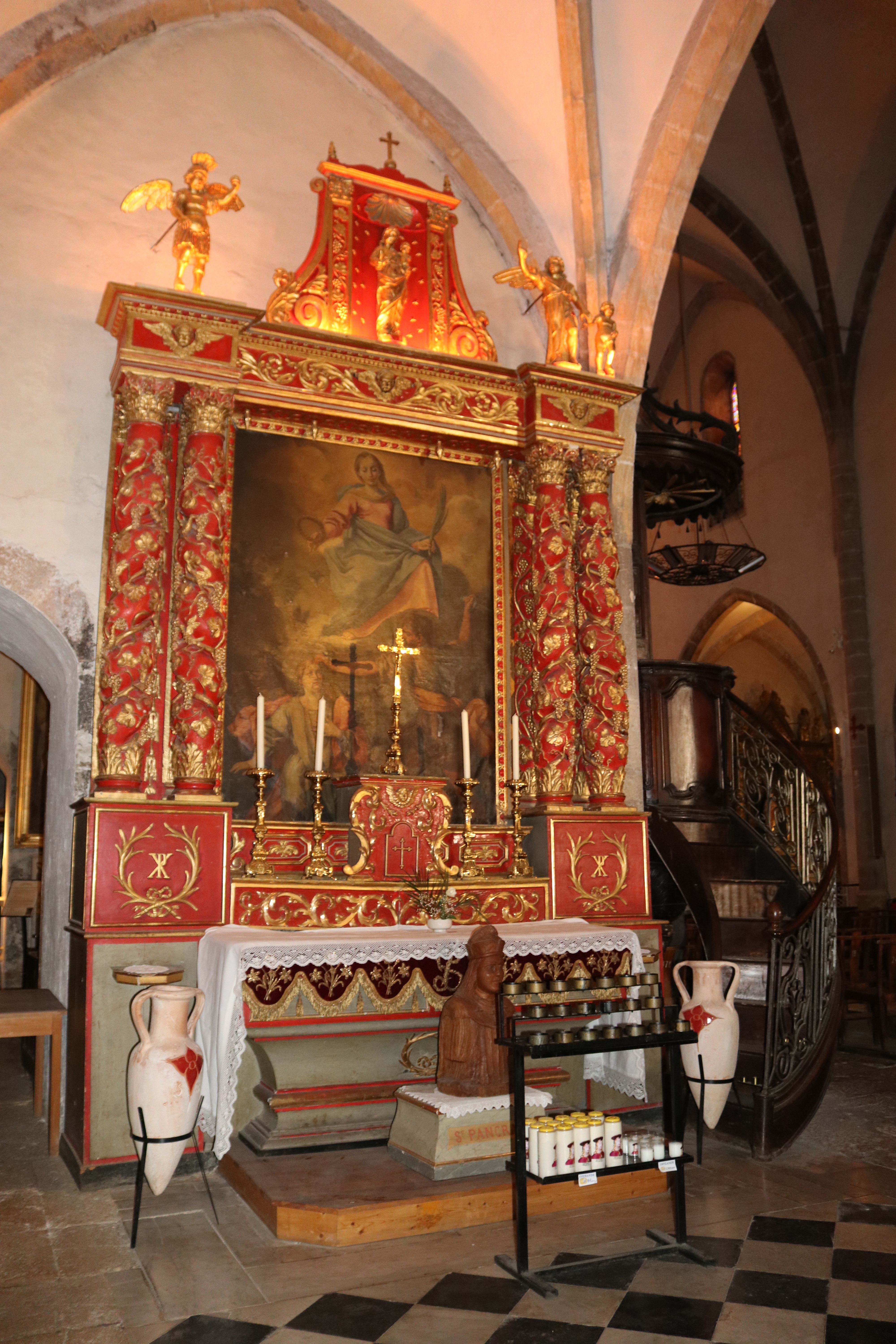
St-Pancrace (Aups) Pankratiusaltar

Die Kirche ist reich ausgestattet. Sie verfügt über neun Seitenkapellen, die Unserer Lieben Frau vom Rosenkranz, Eligius von Noyon, Josef von Nazareth, den Verstorbenen, dem heiligen Herzen Jesu, den Stiftsherren (mit Gemälde von Michel-François Dandré-Bardon, 1700–1783), dem heiligen Clarus und dem heiligen Pankratius (mit Gemälde von Jean Daret, 1614–1668) gewidmet sind. Sechs Retabel sind aus dem 17. Jahrhundert, eines aus dem 18. Jahrhundert. Die 1830 von Giosuè Agati (1770–1847) gebaute Orgel wurde 1997 von Yves Cabourdin erneuert.